# Chaoborus obscuripes
Chaoborus obscuripes är en tvåvingeart som först beskrevs av Wulp 1859.  Chaoborus obscuripes ingår i släktet Chaoborus och familjen tofsmyggor. Arten är reproducerande i Sverige. Inga underarter finns listade i Catalogue of Life.